# Jean-Baptiste de Valbelle

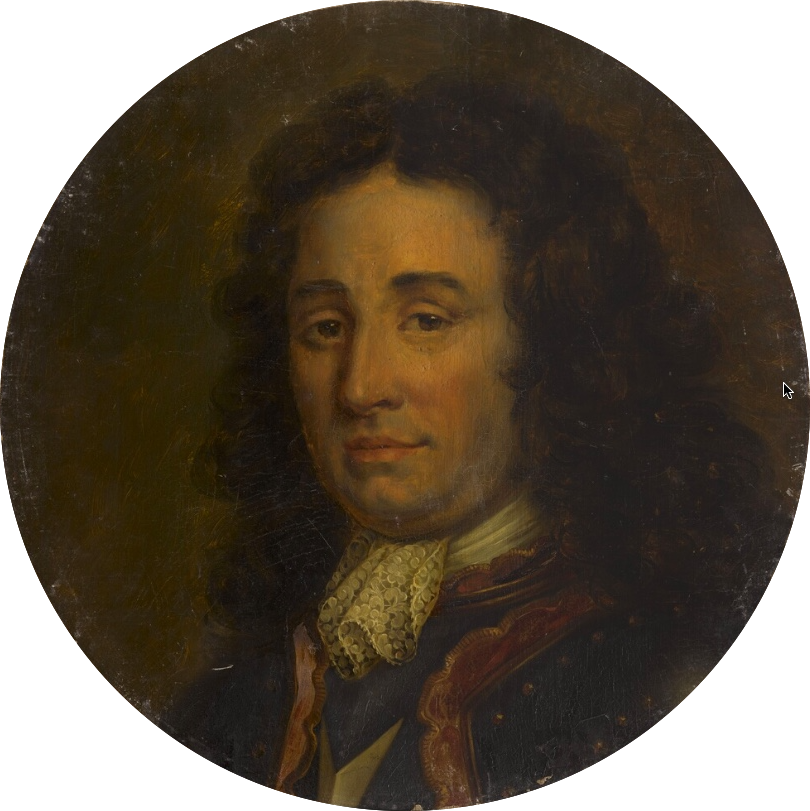
Jean-Baptiste de Valbelle (1627–1681)

Jean-Baptiste de Valbelle (* 1627 in Marseille (Frankreich); † 16. April 1681 in Toulon, Frankreich) war ein französischer Marineoffizier und Aristokrat des 17. Jahrhunderts. Er war bereits der französischen Marine beigetreten, als er während der Regentschaft von Anna von Österreich aus eigenem Antrieb und auf eigene Kosten Schiffe ausrüstete, um gegen die englische Marine zu kämpfen.
Er führte ein Geschwader, um das von den Osmanen belagerte Candia auf Kreta zu entsetzen und diente im Holländischen Krieg. 1676 bewährte er sich in mehreren Einsätzen und wurde nach dem Tod des Marquis d'Alméras zum Chef d’escadre (Konteradmiral) ernannt.

## Biographie

### Herkunft
Jean-Baptiste de Valbelle entstammte einer Familie provenzalischen Adels, deren Ursprünge möglicherweise auf die ersten Grafen der Provence und die alten Grafen von Marseille zurückgehen. Mehrere Mitglieder der Familie dienten in der französischen Marine, oftmals als Befehlshaber von Galeeren, die auf ihre eigenen Kosten gebaut und bewaffnet wurden sowie als Verteidiger von Marseille.
Jean-Baptiste de Valbelle war der Sohn von Cosme II. (1568–1638), Herr von Valbelle, Herr von Baumelles, der am 1. September 1638 als Kommandant seiner Galeere La Valbelle während der Schlacht von Pontcourlai, gegen die Flotte Spaniens und Siziliens vor Genua getötet wurde.
Seine Mutter war Anne-Madeleine de Paule, Tochter von François de Paule und Jeanne de Puget. Das Paar heiratete im Jahr 1632.

### Jugend
Valbelle unternahm im Alter von neun Jahren seinen ersten Einsatz auf der Galeere seines Vaters. Nach dessen Tod 1638 vor Genua gerieten er und sein älterer Bruder, der nach dem Tod des Vaters das Kommando übernommen hatte, dann aber verwundet wurde, kurzzeitig in Gefangenschaft, kamen aber kurz darauf wieder frei.

### Im Dreißigjährigen Krieg
Valbelle nahm 1641 im Alter von vierzehn Jahren auf Befehl von Monseigneur de Sourdis, Erzbischof von Bordeaux, an der Blockade des Hafens von Tarragona teil, bei der er verwundet wurde. Im darauf folgenden Jahr, 1642, zeichnete er sich auf Befehl des Marquis Jean Armand de Maillé-Brézé in der Schlacht von Barcelona aus, indem er „als Erster mit der Axt in der Hand auf eines der feindlichen Schiffe sprang, das er kaperte.“ Als Belohnung für diese Aktion erhielt er das Kommando über ein kleines Schiff, das er Le Persée nannte. Kurz darauf begegnete er einem überlegenen spanischen Schiff, das angriff und enterte, ohne einen einzigen Schuss abzugeben. Hiernach brachte er das Schiff nach Toulon. In den folgenden Monaten gelang es ihm, mehrere weitere Prisen zu nehmen, deren Verkauf zu seinem großen Vermögen beitrug. Weiterhin wurde er in den Orden des Heiligen Johannes von Jerusalem aufgenommen.

### Königliche Marine
Valbelle trat der Königlichen Marine Frankreichs bei und wurde während der Regentschaft von Anna von Österreich (Regierungszeit 1643–1651) 1647 capitaine de galère (deutsch: Galeerenkapitän), nachdem er die Ränge Fähnrich und Leutnant durchlaufen hatte. Während des Fronde-Aufstands (1648–1653) blieb er der Krone treu. Am 8. Oktober 1649 nahm er bei der Belagerung von Candia auf Kreta persönlich einen türkischen Titel gefangen, den er lebend in die Stadt bringen wollte. Als er jedoch von Angreifern umzingelt wurde, musste er seinen Gefangenen töten, um sich selbst zu retten. Mehrfach wechselte er zwischen dem Dienst in der Marine des Johanniterordens und dem in der französischen Marine hin und her. Im Oktober 1654 diente er auf einem der Schiffe des Chevalier Paul während der Einnahme von Castellammare di Stabia.
1655 erhielt er keine Kommandos, da die königliche Marine am französischen Hof an Einfluss verloren hatte. Somit bewaffnete er auf eigene Kosten zwei Galeeren gegen die Spanier und die Türken für Einsätze im westlichen Mittelmeer.

#### Schiffskapitän (1666–74)

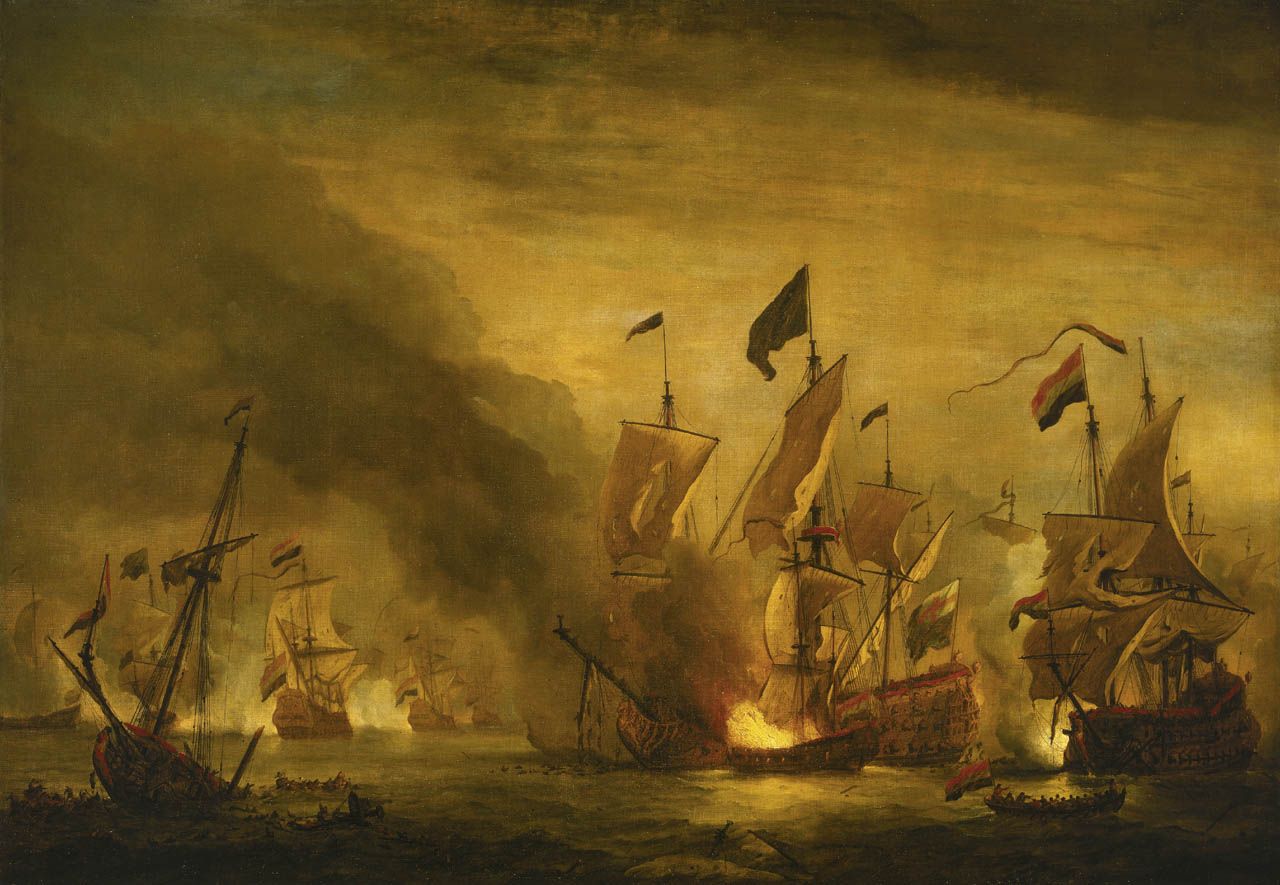
Das Gemälde Der Brand der Royal James – Episode der Seeschlacht in der Solebay. Öl auf Leinwand von Willem van de Velde dem Jüngeren

1666 wurde Valbelle zum Capitaine de Vaisseau befördert. 1669 befehligte er ein Geschwader, das erneut versuchte, die Belagerung von Candia zu entsetzen. Anschließend führte er ein weiteres Geschwader an den Küsten Tunesiens und Algeriens gegen die Barbaresken-Korsaren.
Bei Ausbruch des Holländischen Krieges kommandierte er das Linienschiff Brave und nahm mit diesem Schiff am 28. Mai 1672 an der Seeschlacht in der Solebay teil. 1673 übernahm er das Kommando über die Glorieux, die er in der Zweiten Seeschlacht von Schooneveld am 4. Juni 1673 führte. Ab dem 21. August 1673 war er während der Seeschlacht vor Texel als Flaggoffizier auf der Royale Thérese eingesetzt.
Am 23. Dezember 1673 erhielt er weiterhin die Beförderung zum und Chef d’escadre.

#### Sizilien (1674–76)
Valbelle wurde vor allem für seine Expedition nach Messina auf Sizilien in den Jahren 1674–75 bekannt. Zu dieser Zeit war Messina zwischen zwei Lagern gespalten: den Merli, die Spanien unterstützten, und den Malvizzi, die den Schutz Frankreichs suchten. Im Aufstand von Messina von 1674 vertrieben die Einwohner die spanische Garnison, erlangten fast die gesamte Stadt und ihre Festungen unter Kontrolle und baten Ludwig XIV. um Schutz. Valbelle lag zu dieser Zeit gerade mit dem Geschwader von Louis Victor de Rochechouart de Mortemart, Graf von Vivonne vor der katalanischen Küste vor Anker, als die Nachricht eintraf. Am 27. September 1674 schickte Vivonne Valbelle mit einem kleinen Geschwader zur Unterstützung der Rebellen. Valbelle half den Aufständischen, die Spanier aus dem letzten Fort an der Hafeneinfahrt, zu vertreiben. Da ihm Proviant und Landstreitkräfte fehlten, um weiter gegen die Spanier vorzugehen, brach er auf, um wirksamere Unterstützung zu erbitten.
Am 1. Januar 1675 kehrte Valbelles Geschwader mit einem kleinen Korps Landstreitkräfte unter Generalleutnant Vallavoire zurück. Die spanische Armee lagerte außerhalb der Stadt, hatte einige der Forts zurückerobert und schien kurz davor zu stehen, die Stadt einzunehmen. Auf See hatten die Spanier eine Flotte von 22 Linienschiffen und 19 Galeeren am Eingang zur Straße von Messina im Einsatz. Valbelle verfügte über sechs Kriegsschiffe und drei Brander, wagte am 8. Januar 1675 den Versuch der Durchfahrt und lief unversehrt in den Hafen ein. Dabei halfen ihm eine günstige Flut und ein starker Wind. Obwohl sich die spanischen Truppen etwas von der Stadt zurückzogen, fehlten Valavoire letztlich doch die Ressourcen, um ins Landesinnere vorzudringen, und die Vorräte gingen bald wieder zur Neige.
Vivonne schickte nun ein weiteres Geschwader unter Tourville. Sie schlossen sich zusammen, doch zusammen waren sie immer noch nicht stark genug, um die Flotte des spanischen Admirals Melchor de la Cueva anzugreifen. Vivonne selbst traf am 11. Februar 1675 mit weiteren acht Linienschiffen und drei Brandern ein. Die französische Flotte verfügte nun über 20 Kriegsschiffe, davon neun Linienschiffe. Die Franzosen besiegten die Spanier in der Schlacht bei den Liparischen Inseln mühelos und eroberten die 44-Kanonen-Fregatte Nuestra Señora del Pueblo. Vivonne konnte nun nach Messina segeln und große Mengen Lebensmittel liefern. Im weiteren Verlauf des Jahres 1675 verstärkten die Franzosen ihre Truppenstärke in Sizilien und entlang der Südküste Italiens. Vivonne eroberte Augusta auf Sizilien am 17. August 1675.

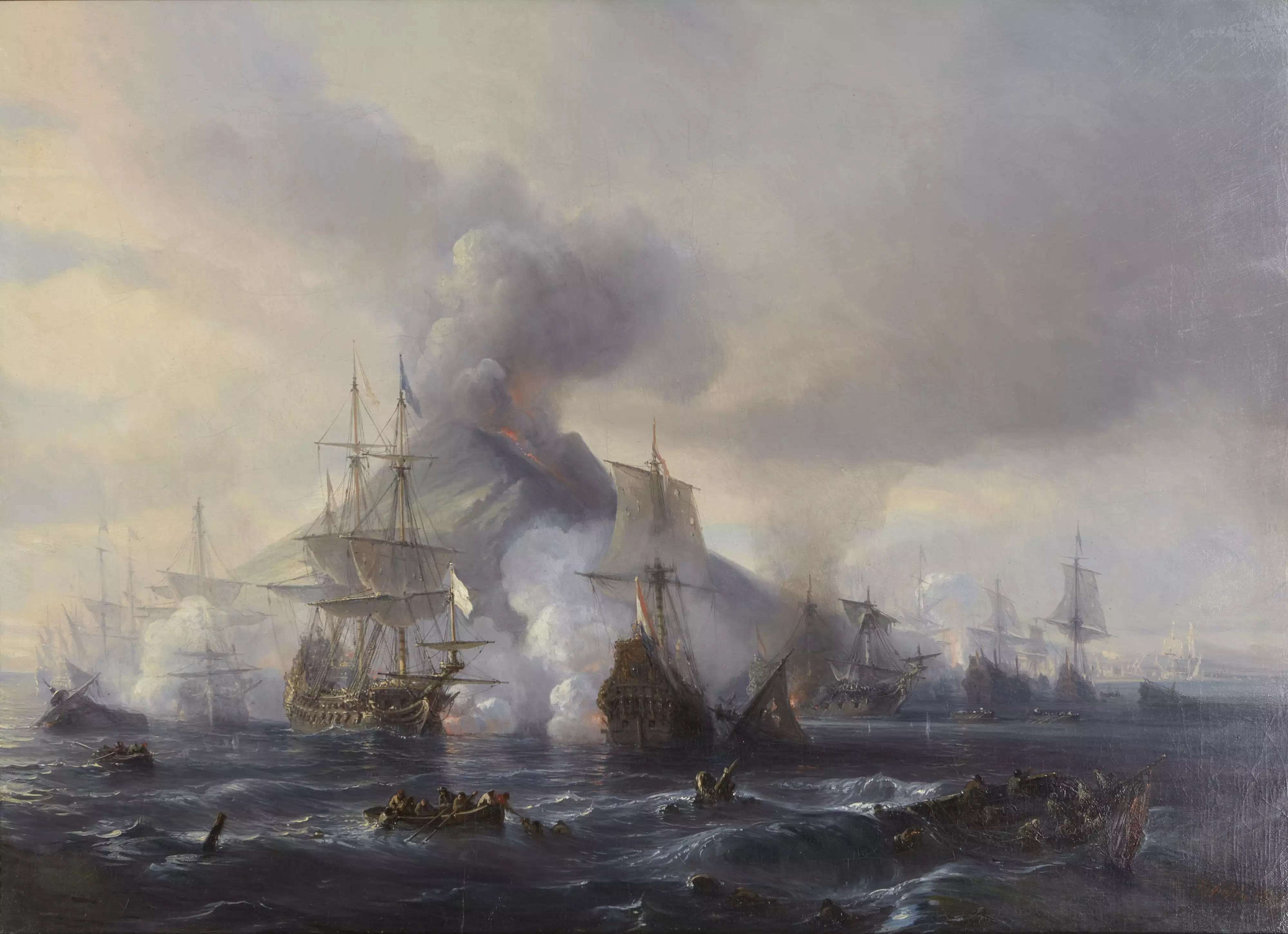
Seegefecht in Sichtweite der Insel Stromboli, 8. Januar 1676. Öl auf Leinwand von Jean Antoine Théodore Gudin.

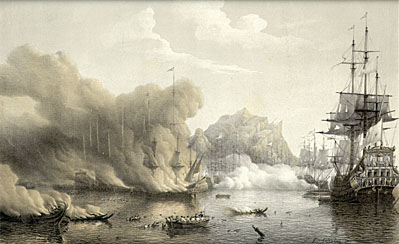
Die Seeschlacht von Palermo, 2. Juni 1676. Werk eines unbekannten Künstlers.

Die Republik der Vereinigten Niederlande schickten eine Flotte unter Admiral Michiel de Ruyter zur Hilfe für die spanische Flotte. Abraham Duquesne widersetzte sich dieser Flotte und lieferte sich am 8. Januar 1676 in der Seeschlacht bei Stromboli vor der Küste Kalabriens eine erbitterte Schlacht. Nachdem Verstärkung eingetroffen war, wollte Ruyter Augusta zurückerobern. Vivonne und Valballe eilten zu Hilfe und kämpften am 22. April 1676 in der Seeschlacht bei Augusta. Valbelle übernahm auf der Pompeux das Kommando über die Vorhut, nachdem Vizeadmiral d'Almeras bereits zu Beginn der Schlacht getötet worden war. Ruyter wurde das rechte Bein zertrümmert und die Hälfte seines linken Fußes von einer Kanonenkugel von Valbelles Schiff abgerissen. Die Belagerung von Augusta wurde aufgehoben und Ruyter erlag im Hafen von Syrakus seinen Verletzungen. Am 3. Juni 1676 war ein drittes Gefecht entscheidend, als Vivonne und Valbelle in der Seeschlacht vor Palermo den Rest der vereinigten Flotte Spaniens und Hollands vernichteten. Valbelle kommandierte hierbei erneut die Pompeux in Vivonnes Hauptflotte.

#### Letzte Jahre (1676–1681)
1679 wurde Valbelle beauftragt, die Korsaren von Tripolis zu bestrafen. Er zwang sie zur Kapitulation und befreite zahlreiche Sklaven. Nach seiner Rückkehr von dieser Expedition ernannte Papst Innozenz XI. Valbelle zum Bailli des Johanniterordens und zeichnete ihn mit dem Großkreuz des Ordens aus. Valbelle starb am 17. April 1681 in Toulon im Département Var.[5]